# VietJet Air

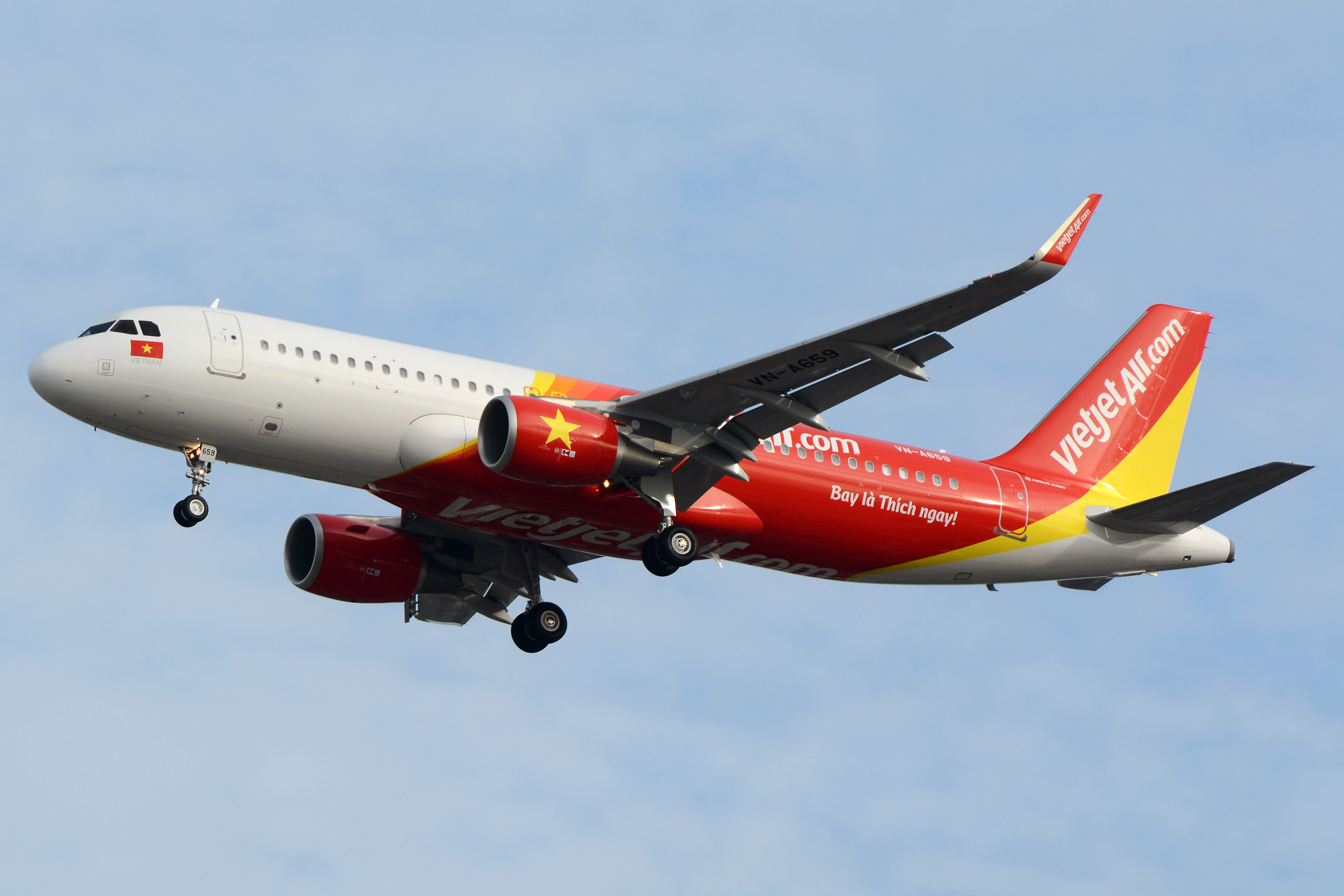

VietJet Air (codi IATA : VJ; codi OACI: VJC) és una aerolínia de baix cost del Vietnam. La companyia té la seu a Hanoi. El seu funcionament se centra en la ciutat Ho Chi Minh. Va ser fundada el 12 de novembre de 2007 el nom de Vietnam Aviation Corporation.